# Neva masquerade
Neva masquerade (NEM) är en syskonras till kattrasen sibirisk katt. Av SVERAK godkändes den preliminärt som egen ras 2008 (då som XLH, annat långhår) och den godkändes av FIFe året därpå. Neva masquerade och sibirisk katt får emellertid fritt paras med varandra. I independentföreningarna räknas i allmänhet Neva masquerade och sibirisk katt som samma ras.
Rasstandarden är densamma som hos sibirisk katt, med den skillnaden att neva masquerade är en maskad katt, d.v.s. har en mörk mask i ansiktet, samt mörkare ben och svans än kroppen i övrigt. Neva masquerade har blå ögon.
Den första svenskfödda neva masquerade-katten föddes på katteri S*Aleigas 2007.Han flyttade till katter S*Älvnäs i Hedemora.  Den hade emellertid en icke godkänd färg (föräldrarna var sibiriska katter, neva masquerade var inte godkänd då) och registrerades som XLH i Sverak.

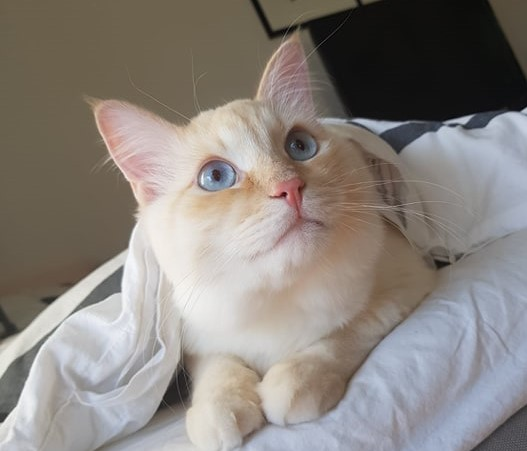
En crememaskad Neva masquerade.